# Deir el-Bahri

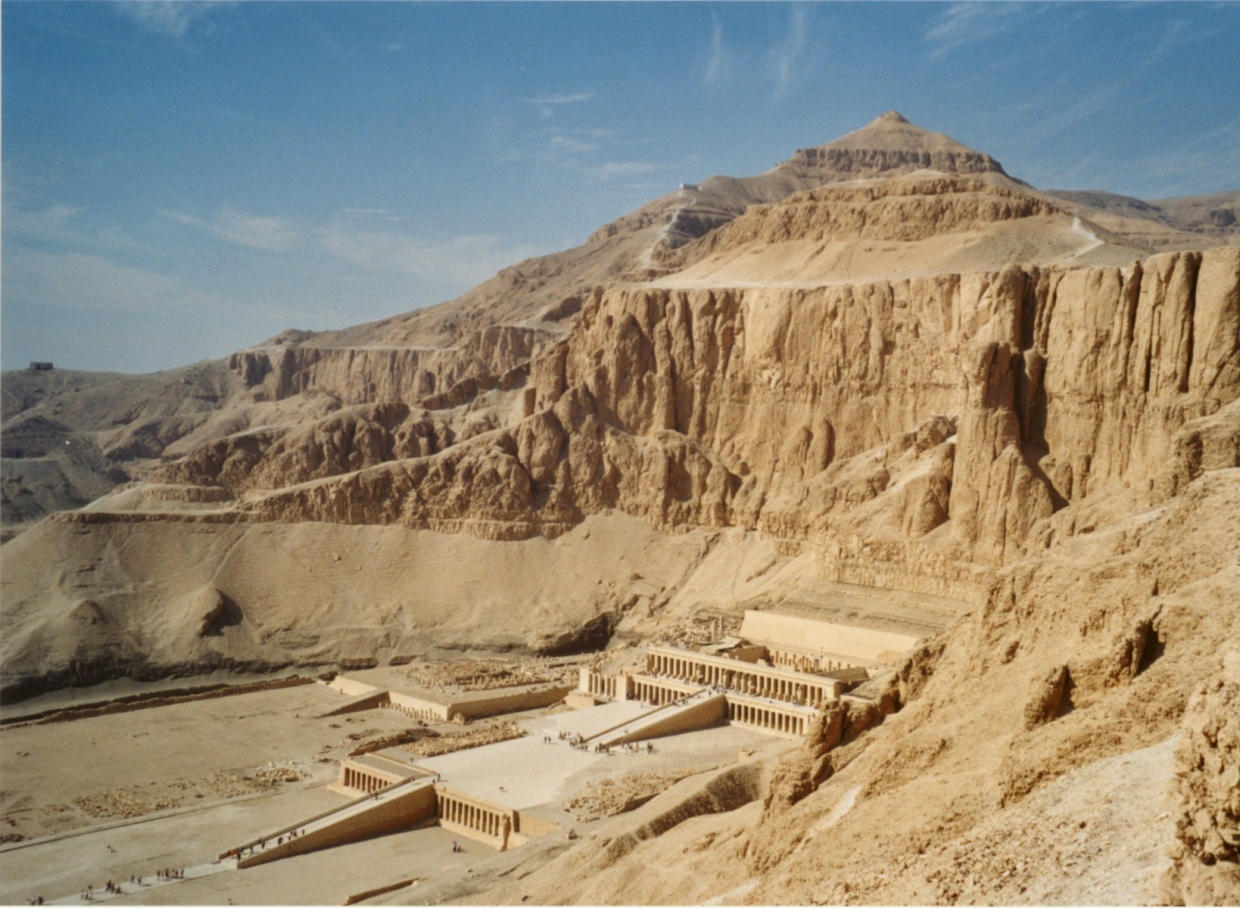
Deir el-Bahri, Hatshepsuts och Mentuhotep II:s gravtempel

Deir el-Bahri, alternativ stavning Deir el-Bahari, är en dal nedanför höga klippor i öknen väster om Nilen nära Luxor i Egypten. Dalen var en begravningsplats utanför den fornegyptiska staden Thebe. Det arabiska namnet (دير البحري;) syftar på ett koptiskt kloster som tidigare låg ovanpå de forntida ruinerna på platsen.
Det mest kända forntida monumentet på platsen idag är tveklöst drottning Hatshepsuts gravtempel Djeser-djeseru från 1400-talet f.Kr. som delvis har rekonstruerats genom ett egyptiskt-polskt arkeologiskt projekt. Hatshepsuts efterträdare Thutmosis III lät även uppföra ett eget mindre gravtempel bredvid hennes tempel. Platsen bebyggdes dock redan under elfte dynastin omkring 2000 f.Kr. av Mentuhotep II och hans familj begravdes på platsen, liksom en märklig massgrav för 60 soldater ur hans armé.
I klippväggarna bakom templen höggs ett antal gravar ut från Mellersta riket till Grekisk-romersk tid. En klippgrav uppfördes åt Hatshepsuts arkitekt Senmut. Det viktigaste arkeologiska fyndet i dalen gjordes 1881. Då upptäcktes ett gömställe där många av det Nya rikets kungliga mumier samlats ihop av prästerna under tjugoförsta dynastin. Kring denna tid upptäcktes också Greenfield-papyrusen. Detta hade skett i en tid när gravplundringar var vanligt förekommande och Konungarnas dal blivit alltför osäkert som begravningsplats.